# Paula Poblete
Paula Poblete Maureira (Santiago, 5 de agosto de 1978) es una economista, académica y política chilena, militante del Frente Amplio. Entre el 25 de agosto y 6 de septiembre de 2022 se desempeñó como ministra de Desarrollo Social y Familia de manera interina, tras la renuncia de Jeannette Vega. Ejerce como subsecretaria de Evaluación Social desde el 11 de marzo de 2022, pero al asumir el cargo de ministra debió suspender sus funciones, ostentando ambos cargos bajo el gobierno del presidente Gabriel Boric..

## Biografía
Nació el 5 de agosto de 1978, en la ciudad chilena de Santiago.

### Estudios
Egresó en 1996 del Colegio Compañía de María Seminario, en Providencia.
Realizó sus estudios superiores en la carrera de economía con un minor en sociología en la Pontificia Universidad Católica (PUC), y luego cursó un magíster en políticas públicas en la Universidad de Chile.

### Carrera profesional
Ha ejercido su profesión en el sector público y privado, además trabajó como investigadora en el Consejo Nacional de la Cultura y las Artes (CNCA) durante los gobiernos de Ricardo Lagos y Michelle Bachelet entre septiembre de 2003 y febrero de 2007, y posteriormente, como analista en el Departamento de Cuentas Nacionales en el Banco Central de Chile desde marzo de 2007 hasta abril de 2010. Asimismo, se desempeñó como investigadora del Área de Estudios, Proyectos y Asesorías de la consultora FOCUS entre mayo y septiembre de 2013.
Desde mayo de 2014 hasta enero de 2022, ejerció como directora de Estudios de la organización Comunidad Mujer, investigando temáticas vinculadas con trabajo, protección social y género.
Paralelamente, ha sido académica de pregrado y posgrado en las universidades de Valparaíso, Católica de Valparaíso, Adolfo Ibáñez y Diego Portales en cátedras de economía y brechas de género.
Entre otras actividades, fue panelista del programa de análisis Reunión de Pauta, de Radio Pauta, donde cada semana expuso su visión sobre temas de contingencia nacional.

## Trayectoria política
Es militante del partido Revolución Democrática (RD), del cual ejerció como su secretaria general entre 2017 y 2019. También fue parte de la Fundación 99 y Fundación Rumbo Colectivo, este último es el principal think tank de la colectividad.
Durante octubre de 2021, se integró —junto con los economistas Fabián Duarte y Daniel Hojman— al Consejo Académico Económico de la campaña presidencial del candidato de Apruebo Dignidad Gabriel Boric, de cara a la elección de noviembre de ese año.

### Gobierno de Boric
En febrero de 2022 fue designada por el entonces presidente electo Gabriel Boric, como titular de la Subsecretaría de Evaluación Social, función que asumió el 11 de marzo de dicho año, con el inicio formal de la administración.
Tras la renuncia de la ministra Jeannette Vega, el 25 de agosto de 2022, asumió como ministra de Desarrollo Social y Familia de manera interina, suspendiendo sus funciones como subsecretaria y siendo subrogada por Matías Cociña en el cargo.